# Circonscription électorale du Québec
Ne doit pas être confondu avec district électoral du Québec.
Cet article concerne les circonscriptions électorales au Québec. Pour l'article général, voir circonscription électorale.
Une circonscription électorale (anciennement un district électoral) est, au Québec, un des 125 territoires géographiques qui divisent la province et qui envoient chacun un député à l'Assemblée nationale du Québec au moyen d'une élection au scrutin uninominal majoritaire à un tour . Afin de ne pas les confondre avec les 78 circonscriptions électorales fédérales du Québec qui envoient des députés à la Chambre des communes du Canada, on utilise ordinairement le terme « circonscription provinciale ».
Le terme « comté » n'est plus utilisé officiellement pour désigner les circonscriptions électorales, bien qu'il le soit encore dans la langue familière. Depuis 1979, le terme officiel est « circonscription » et non plus « district ».
Voir la liste des circonscriptions électorales provinciales du Québec et la liste des circonscriptions provinciales du Québec par région.

## Organisation et délimitation
La Loi électorale gouverne la façon dont les circonscriptions sont établies. La Commission de la représentation électorale est un organisme impartial et indépendant, qui est chargé depuis 1979 d'établir la carte électorale.
Le découpage des circonscriptions a pour but d'assurer la représentation effective des électeurs en respectant deux principes de base: l'égalité du vote des électeurs et le respect des communautés naturelles. 
Afin de respecter le premier principe, celui de l'égalité du vote, les circonscriptions doivent avoir des populations à peu près équivalentes. Selon la Loi électorale, le nombre d’électeurs dans une circonscription ne doit pas être inférieur ni supérieur à plus de 25 % de la moyenne. Une exception existe cependant pour les Îles-de-la-Madeleine qui ont droit à un député même si leur population n'atteint pas le seuil requis.
Pour le second principe, celui du respect des communautés naturelles, la Commission doit tenir compte dans son découpage de critères géographiques, démographiques et socio-économiques.

### Processus
La Commission doit procéder à une nouvelle délimitation dès que deux élections générales sont survenues, c’est-à-dire à tous les huit ans environ. Elle dépose d'abord une proposition préliminaire au président de l'Assemblée nationale au plus tard un an après l'élection générale. Au cours des six à dix mois suivants, la Commission tient des audiences publiques pour permettre aux citoyens, aux organismes et aux députés de donner leur point de vue sur la proposition de découpage. La commission de l'Assemblée nationale délibère également sur la proposition et sur toute modification qui a pu être proposée.
Par la suite, la Commission examine les représentations qui lui ont été faites et s'efforce d'en tenir compte dans l'élaboration de son rapport final, qui est alors déposé à l'Assemblée nationale. Un débat a alors lieu à l'assemblée, après lequel la Commission publie dans la Gazette officielle les nouvelles délimitations des circonscriptions. Si des nouveaux noms de circonscriptions doivent être donnés, l'avis de la Commission de toponymie est demandé.
La nouvelle délimitation des circonscriptions électorales doit être utilisée dès l'élection générale qui suit sa publication, sauf si un délai de trois mois n'a pas été atteint entre la publication et la dissolution de l'Assemblée nationale.

## Histoire
À l'époque de la Nouvelle-France, il n'existait aucun corps représentatif de la population jouissant de pouvoirs législatifs étendus. Il existait par contre un système de représentation de la population au Conseil supérieur de Québec. Ainsi, le peuple procède à l'élection de syndics qui sont aptes à présenter des remontrances, des mémoires ou envoyer une délégation devant le Conseil supérieur, le gouverneur ou en dernier lieu le roi. Les syndics existent dès les premiers temps de la colonies et sont élus par la population en général « à la pluralité des voix exprimées lors d'un vote libre » à partir de 1657. En 1674 cependant, la fonction de syndic est supprimée par Jean-Baptiste Colbert, secrétaire d'État aux affaires coloniales de la France, qui réprimande même le gouverneur Frontenac pour ses innovations.
En plus des syndics qui représentent la population, le peuple fait élire d'abord des représentants au Conseil supérieur, ensuite les conseillers eux-mêmes. Ces fonctions administratives ne s'exercent cependant pas au nom du peuple, mais bien au nom de la société de commerce qu'est la Communauté des habitants.
L'élection d'un véritable corps représentatif, exerçant théoriquement un pouvoir législatif comparable à celui de la Chambre des communes dans le Parlement de Wesminster, date de l'introduction de l'Acte constitutionnel de 1791. Le long combat politique pour l'obtention d'un gouvernement constitutionnel « à l'anglaise » qui précède l'entrée en vigueur de cette loi se poursuit dans le Parlement du Bas-Canada et se termine par l'échec de la guerre civile ou « rébellion » de 1837-38 qui a pour effet de suspendre la loi de 1791. Ce n'est qu'à l'élection de 1867, après l'intermède de 30 ans de l'union législative qui avait supprimé leur existence politique distincte, que les Québécois élisent un corps de représentant véritablement apte à faire la loi, qui cependant reste borné aux compétences législatives définies dans la loi constitutionnelle de l'union fédérale des provinces de l'Amérique du Nord britannique.

### Bas-Canada (1792-1841)
Au sein du Bas-Canada, l'Acte constitutionnel de 1791 prévoyait en particulier l'établissement d'une Chambre d'assemblée ou Assemblée législative, composée d'au moins 50 membres élus. À cet effet, le lieutenant-gouverneur Alured Clarke divisa la colonie en 27 districts envoyant chacun un ou deux députés à la Chambre. Vingt-trois districts envoyaient deux députés et quatre en envoyaient un seul. Les districts en milieu rural s'appelaient des « comtés » (counties), ceux en milieu urbain « cités » (cities) ou « bourgs » (bouroughs). La plupart de ces districts, soit 16 sur 27, portaient des noms typiquement anglais, les autres ayant des noms d'origine française ou amérindienne.
En 1829, cinq nouveaux districts élisant huit députés furent ajoutés dans la région des Cantons de l'Est récemment colonisée. L'année suivante la redécoupage des districts fut complété par la subdivision de plusieurs districts et le renommage de la plupart d'entre eux par un nom français. Un dernier district fut créé en 1832 et un second siège de député fut alloué à d'autres, pour en arriver au moment de la dissolution de la Chambre en 1838 à 46 districts qui élisaient 90 députés. De ces districts, 29 portaient maintenant un nom français, contre onze avec un nom d'origine amérindienne et seulement six avec un nom anglais.

### Province du Canada (1841-1867)
Selon les termes de l'Acte d'Union de 1840, l'Assemblée législative du Canada comptait 84 sièges dont la moitié (42) pour le Canada-Est (territoire du Québec méridional actuel). Il y avait 40 districts mais les villes de Québec et de Montréal envoyaient chacune deux députés. 
Le 14 juin 1853  une loi redivise les circonscriptions et fait passer le nombre de députés du Canada-Est de 42 à 65. Cette carte électorale resta en vigueur jusqu'à la Confédération en 1867 et même au-delà.

### Depuis la Confédération (1867-)
Le nombre de circonscriptions électorales demeura à 65 à l'avènement de la Confédération, et de plus, les mêmes circonscriptions étaient utilisées pour les élections fédérales et provinciales. Cette situation dura jusqu'à l'élection de 1886 inclusivement. Après ce moment, les deux chambres d'assemblée, la Chambre des Communes et l'Assemblée législative du Québec, utilisèrent des cartes électorales distinctes. Une des raisons de cette situation était que la Constitution canadienne obligeait le nombre de députés fédéraux en provenance du Québec à rester stable, tandis qu'au Québec on voulait augmenter le nombre de députés pour tenir compte de l'accroissement de la population. À l'élection fédérale de 1887 le nombre de députés du Québec reste à 65 mais le découpage des circonscriptions est différent. Le nombre augmentera aux suites des redécoupage pour atteindre 125 en 1989.